# Achaea intercisa
Achaea intercisa is een vlinder van de familie van de spinneruilen (Erebidae). De wetenschappelijke naam van deze soort is voor het eerst voorgesteld door Francis Walker in een publicatie uit 1865.
De soort komt voor in Sierra Leone, Nigeria, Gabon en Congo-Kinshasa.